# Stadtkirche Brüssow

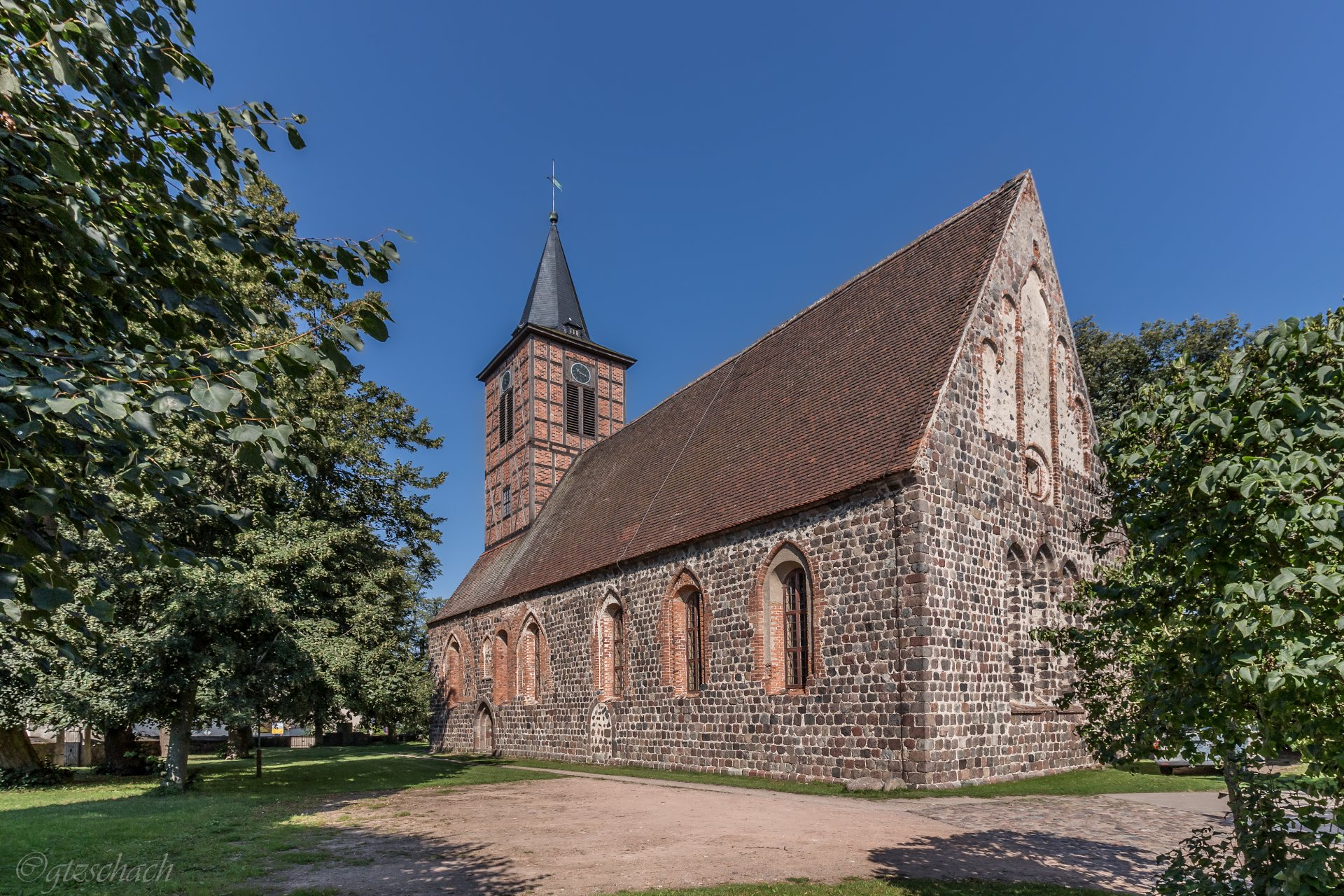
Stadtkirche Brüssow

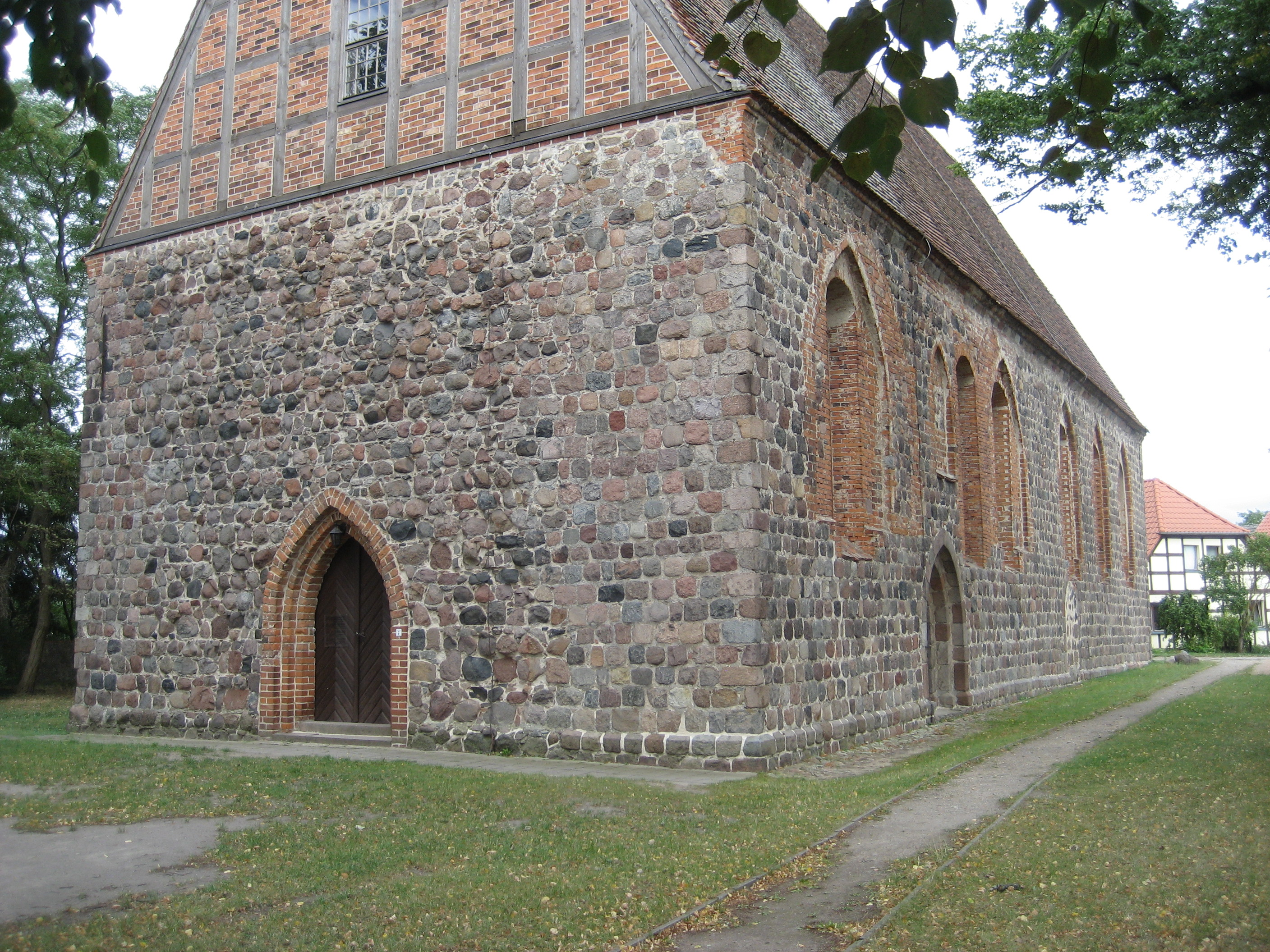
Südwestansicht

Die evangelische Stadtkirche Brüssow (auch: St. Sophia) ist eine frühgotische Saalkirche in Brüssow im Landkreis Uckermark in Brandenburg. Sie gehört zur Kirchengemeinde Brüssow im Pommerschen Evangelischen Kirchenkreis der Evangelisch-Lutherischen Kirche in Norddeutschland und kann nach Anmeldung  besichtigt werden.

## Geschichte und Architektur
Die Kirche ist ein großer Feldsteinsaal mit einem nicht ausgebauten Westturm in Schiffsbreite aus der zweiten Hälfte des 13. Jahrhunderts. Der Westgiebel und der quadratische Turmaufsatz sind aus Fachwerk mit Spitzhelm im Jahr 1836 ausgeführt; das Bauwerk wurde in den Jahren 1995/1996 restauriert. Das sorgfältig ausgeführte Bauwerk ist mit geschrägtem Sockel und gekehltem Traufgesims versehen; die im Norden teilweise sichtbaren Backsteinabschlüsse der ehemaligen Lanzettfenster sind wohl ursprünglich, die Spitzbogenblenden im Süden stammen vom Anfang des 14. Jahrhunderts, darin sind nach unten verlängerte Korbbogenfenster des 18. Jahrhunderts angeordnet. In der Ostwand ist eine gestaffelte Dreifenstergruppe in einer ebensolchen Blende (ähnlich den Kirchen in Bertikow und Jagow), im Giebel sind ansteigende Backsteinblenden zu finden. Je zwei gestufte, teils vermauerte Spitzbogenportale sind auf der Süd- und Nordseite angeordnet. Im Innern sind eine Balkendecke und eine Hufeisenempore von 1836 eingebaut, die im Jahr 1936 bemalt und mit Bibelsprüchen versehen wurden. Die Spitzbogenöffnung zum Turm ist vermauert.

## Ausstattung
Ein hölzerner Kanzelaltar mit reichem Akanthusdekor wurde 1714 von Rosenberger aus Stettin geschaffen; die Kanzel ist von Säulen und Skulpturen des Moses und Melchisedek gerahmt, in der Predella ist ein Abendmahlsrelief, im kartuschenförmigen Aufsatz ein Grablegungsrelief angeordnet; als Bekrönung dienen Skulpturen des Auferstandenen und zweier Engel. Auf den Seiten sind Durchgänge und vergitterte Gestühle angeordnet. Ein hölzerner Osterleuchter wurde im 18. Jahrhundert hergestellt. 
Ein Kelch aus Zinn stammt von 1803, eine Taufschale ebenfalls aus Zinn von 1816. Zwei Teller aus dem gleichen Material wurden in der ersten Hälfte des 19. Jahrhunderts geschaffen. Zwei Glocken wurden 1609 von Roloff Klassen aus Stettin und 1778 von Johann Friedrich Thiele aus Berlin gegossen.
Die Orgel ist ein Werk von Johann Gottlieb Heise aus dem Jahr 1842 mit 18 Registern auf zwei Manualen und Pedal, das 2013 durch die Firma Alexander Schuke Potsdam Orgelbau restauriert wurde.